# Síndrome de Perry
El síndrome de Perry es un trastorno neurodegenerativo raro con herencia autosómica dominante. Se caracteriza por la aparición de parkinsonismo, hipoventilación, depresión y pérdida de peso. Dichos síntomas suelen comenzar en la edad adulta y pueden variar de una persona afectada a otra incluso en miembros de una misma familia. Lleva el nombre de Thomas L. Perry, que reportó el primer caso de esta enfermedad en una familia canadiense.

## Causas
Este trastorno es provocado por alteraciones en el gen DCTN1, que codifica para la subunidad mayor de la dinactina denominada p150. Cambios en un solo nucleótido del gen producen formas anormales de p150 con menor afinidad por los microtúbulos a los que la dinactina debe unirse.

## Características
El rango de aparición de los síntomas de esta enfermedad va desde los 35 a los 70 años. Síntomas psiquiátricos y motores como depresión, apatía, cambios de humor y parkinsonismo tienden a aparecer antes mientras que pérdidas severas de peso e hipoventilación se manifiestan más tarde.
- Parkinsonismo. Simétrico y menos severo que el relacionado con la enfermedad de Parkinson.

- Hipoventilación. Se manifiesta principalmente durante la noche, lo que lleva a frecuentes despertares y dificultades del sueño.

- Depresión. Es menos común que otros síntomas psiquiátricos pero también ha sido reportada.

- Pérdida de peso. Es posible que se deba a síntomas psiquiátricos, sin embargo no pueden descartarse afecciones relacionadas con la sensación de hambre o cambios en el metabolismo.

La penetrancia de este trastorno está poco estudiada debido al número limitado de enfermos que han sido reportados. Sin embargo los estimados calculados muestran que es alta y está relacionada con la edad. Todos los afectados por debajo de 35 años son asintomáticos.

## Tratamiento
Terapia dopaminérgica es recomendada para los individuos que presentan parkinsonismo. La dosis administrada debe ser mayor que la aplicada a pacientes con otras enfermedades similares. Dosis de carbidopa/levodopa de más de dos gramos pueden reducir la rigidez y los temblores de algunos pacientes.
Soporte respiratorio puede prolongar la esperanza de vida de quienes muestran hipoventilación.
Síntomas psiquiátricos pueden tratarse con antidepresivos y seguimiento para reducir el riesgo de suicidio.

## Herencia
Individuos diagnosticados con este trastorno suelen tener un padre afectado. La enfermedad puede no estar diagnosticada previamente en la familia por un fallo a la hora de reconocer el trastorno o la muerte prematura del familiar antes de la aparición de los síntomas. Sin embargo, no es posible descartar que nuevas mutaciones no presentes en el genoma paterno puedan ser la causa de la enfermedad en algunos casos.
El riesgo de que un hermano del individuo afectado también padezca este trastorno depende de si uno de los padres está afectado o no. En caso de que lo esté, el hermano tiene un 50% de probabilidades de padecer también la enfermedad.
Mediante secuenciación del gen DCTN1 puede detectarse la presencia de un alelo patogénico en un individuo sospechoso de padecer la enfermedad. El momento óptimo para determinar el riesgo genético de esta enfermedad sería antes del embarazo mediante diagnóstico prenatal. Es apropiado ofrecer asesoramiento genético a adultos jóvenes que estén afectados o tengan riesgo de estarlo. 